# Dieter Buwen
Klaus-Dieter Buwen (* 22. Juni 1955 in Losheim am See; † 18. Februar 2020 in Fürth) war ein deutscher Komponist, Musiker und Hochschullehrer.

## Leben
Buwen studierte von 1975 bis 1982 an der Hochschule für Musik Saar die Fächer Schulmusik,  Kirchenmusik und Musiktheorie sowie Komposition. Er ergänzte seine Ausbildung bei Gaston Litaize in Paris.
Buwen war von 1992 bis 1998 Lehrbeauftragter an der Hochschule für Musik Würzburg und war bis zu seinem Tod Dozent für Musiktheorie und Komposition an der Hochschule für Musik Nürnberg. Dort wurde er 2014 zum Honorarprofessor ernannt. 
Er erhielt diverse Auszeichnungen, so gewann er 2003 den Kompositionswettbewerb Zeitgenössische Geistliche Musik des Festivals Europäische Kirchenmusik in Schwäbisch Gmünd.

## Wirken
Buwen komponierte hauptsächlich Kammermusik. Er komponierte zum Beispiel Stücke für das Raschèr Saxophone Quartet, das Ensemble Phorminx, das Ensemble l'art pour l'art sowie das Ensemble ars nova ensemble nürnberg. Außerdem brachte er einige Solokompositionen heraus. Seine Kompositionen fanden neben Tonträgeraufnahmen Verbreitung durch Rundfunkaufnahmen, insbesondere durch den Bayerischen Rundfunk.